# José Hernández (meksykański piłkarz)
José Santiago „Pepe” Hernández García (ur. 1 maja 1997 w Guadalajarze) – meksykański piłkarz występujący na pozycji bramkarza, od 2016 roku zawodnik Atlasu.